# جورجیو اسکارلاتی
جورجیو اِسکارلاتی (ایتالیایی: Giorgio Scarlatti؛ زادهٔ ۲ اکتبر ۱۹۲۱ در رم، درگذشتهٔ ۲۶ ژوئیهٔ ۱۹۹۰ در رم) رانندهٔ مسابقات اتومبیل‌رانی فرمول یک اهل ایتالیا بود که از فصل ۱۹۵۶ تا ۱۹۶۱ در مجموع در پانزده گراند پری شرکت کرد.
اسکارلاتی در طول دوران فعالیت خود در فرمول یک تنها ۱ امتیاز را به نام خود به‌ثبت رساند.
اسکارلاتی در ۲۶ ژوئیه ۱۹۹۰ در رم درگذشت.